# Плешково (Сунский район)
Плешково — деревня в Сунском районе Кировской области в составе Курчумского сельского поселения.

## География
Находится на расстоянии примерно 16 километров на северо-восток от районного центра поселка  Суна.

## История
Известна с 1678 года, когда в ней был 1 двор, в 1764 году было 111 жителей. В 1873 году учтено было дворов 13 и жителей 96, в 1905 25 и 171, в 1926 31 и 167, в 1950 25 и 88. 

## Население
Постоянное население  составляло 31 человек (русские 90%) в 2002 году, 19 в 2010.